# Isasicursor santacrucensis
Isasicursor santacrucensis es la única especie conocida del género extinto Isasicursor de dinosaurio ornitópodo elasmariano, que vivió a mediados del período Cretácico, hace aproximadamente 75 a 70 millones de años, entre el Campaniense y Maastrichtiense, en lo que hoy es Sudamérica. Sus restos se encontraron en el territorio de la provincia de Santa Cruz, cerca de El Calafate, Patagonia, Argentina.Los sedimentos pertenecen a la Formación Chorrillo y se describieron formalmente en diciembre de 2019. Era contemporáneo del saurópodo Nullotitan que se describió en el mismo artículo.